# Metalinhomoeus timmi
Metalinhomoeus timmi är en rundmaskart som beskrevs av John Inglis 1968. Metalinhomoeus timmi ingår i släktet Metalinhomoeus och familjen Linhomoeidae. Inga underarter finns listade i Catalogue of Life.